# Аркад
Аркад (грч. Ἀρκάς) је у грчкој митологији био епонимни херој Аркађана, син Зевса и нимфе Калисте. Према Хигину, он је Ликаонов син. Име Аркад је и један од епитета бога Хермеса.

## Митологија
Када је Артемида убила Калисту или је претворила у медведицу, Зевс је свог сина поверио на чување Маји. Касније предање каже да су Аркада пронашли пастири и предали га Ликаону. Безбожни Ликаон је убио дечака и припремио за вечеру коју је послужио Зевсу. То је толико разљутило врховног бога да је муњом разрушио Ликаонову кућу, њега претворио у вука, а дечака саставио и вратио у живот. Аркад је владао Пелазгима на Пелопонезу и приписују му да је свој народ научио како да гаји житарице и прави хлеб од њих, али и да испреда лан и вуну. Према Паусанији, он је заправо наследио Никтима и земљи у којој су Пелазги живели дао назив Аркадија. Са Лејаниром (или Меганиром или Хрисопелијом) је имао синове Елата и Афида, са нимфом Ератом сина Азана (а можда и набројану другу двојицу), а имао је и ванбрачно дете са непознатом женом, сина Аутолаја. Са њом је, према неким изворима, имао још деце; Ериманта, Хиперипу и Диоменију. Коначно, са Лаодамијом је имао Трифила. Једног дана, док је ловио, наишао је на своју мајку преображену у медведицу. Она се сакрила у храм Ликејског Зевса, а Аркад је ушао за њом. Иако је улазак у тај храм кажњаван смрћу, Зевс их није убио, већ их је пренео међу звезде; њу у сазвежђе Великог медведа, а њега у сазвежђе Арктур, као њеног чувара. Његов гроб је приказиван у Мантинеји, где су пренети његови остаци према налогу делфског пророчишта, а статуе Аркада и његове породице у Делфима су поставили становници Тегеје.